# Parafia Narodzenia Najświętszej Maryi Panny w Smolcu
Parafia Narodzenia Najświętszej Maryi Panny w Smolcu – należy do dekanatu Kąty Wrocławskie w archidiecezji wrocławskiej. Erygowana w 1981 roku. Obsługiwana przez księży archidiecezjalnych.

## Parafialne księgi metrykalne
| Księgi metrykalne | Okres ewidencji |
| ----------------- | --------------- |
| chrztów           | 1947 -          |
| ślubów            | 1947 -          |
| zgonów            | 1947 -          |